# Château d'Arboras
Le château d'Arboras est un édifice du XVIIe siècle situé à Arboras, dans l'Hérault. Construit sur l'emplacement d'un ancien château fort féodal [réf. souhaitée], ce bâtiment est inscrit au titre des monuments historiques.

## Protection
L'ensemble constitué par les façades et les toitures, y compris les vestiges médiévaux, avec les éléments de décor intérieur suivants : deux cheminées au trumeau de gypseries et au foyer de céramiques, ainsi que le sol armorié de la tour au premier étage du corps Ouest — le tout cadastré AB 115 — fait l’objet d’une inscription au titre des monuments historiques depuis le 24 octobre 1990.